# Haval Cool Dog
La Haval Cool Dog è un'autovettura prodotta dal 2022 dalla casa automobilistica cinese Great Wall Motors con il marchio Haval.

## Descrizione

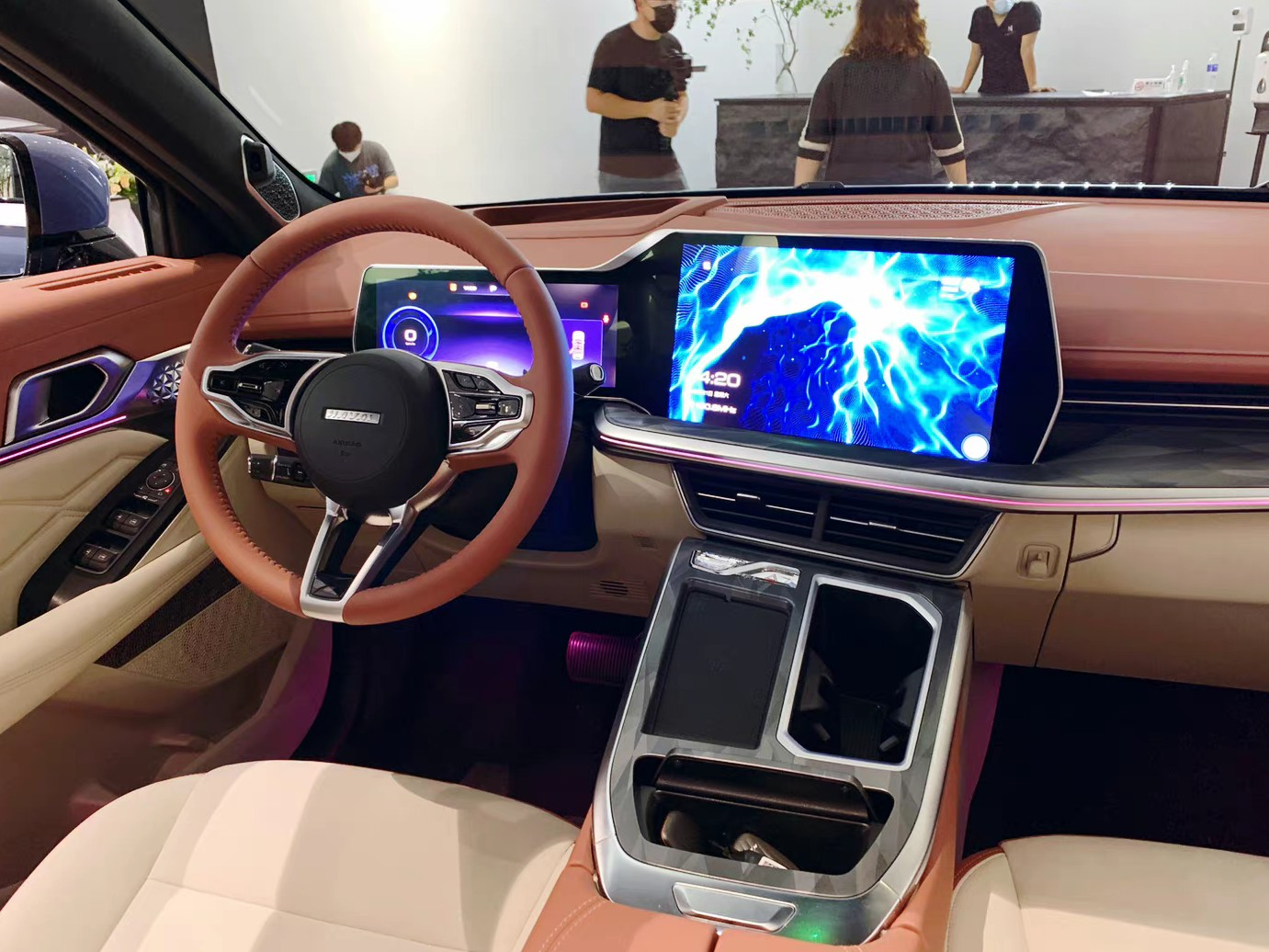
Interni

L'Haval Cool Dog è stato anticipata per la dalla concept car X Dog presentata al salone di Shanghai il 21 aprile 2021.
I brevetti del versione per la produzione in serie sono stati depositati in agosto, con le prime immagini definitive che sono state diffuse a in ottobre, in concomitanza con la commercializzazione nelle concessionarie Haval in Cina. 
Realizzata sulla medesima piattaforma della Big Dog, al lancio la Cool Dog è disponibili due con due motore: un 4 cilindri turbo da 1,5 litri che eroga 184 CV e un 4 cilindri turbo da 2,0 litri che eroga 170 e 230 CV.
La vettura inoltre si caratterizza per avere 
al centro del volante un piccolo display touchscreen. Inoltre sono presenti altri quattro schermi touchscreen: uno per il sistema di infotainment centrale, un altro per il quadro strumenti digitale, uno terzo schermo per il climatizzatore sulla consolle centrale e un quarto sulla plancia per il passeggero.